# 신대초등학교 (전남)
신대초등학교(新垈初等學校)는 대한민국 전라남도 순천시에 있는 공립 초등학교이다.

## 연혁
- 2018년 3월 1일 : 개교